# Jean Moser
Jean Diego Moser (* 23. Juni 1993 in Guaramirim) ist ein ehemaliger brasilianischer Fußballspieler.

## Karriere
Jean Moser erlernte das Fußballspielen in der Jugendmannschaft vom Criciúma EC im brasilianischen Criciúma. Nach der Jugend wechselte er in den Seniorenbereich. Von April 2013 bis August 2013 wurde er an den Hercílio Luz FC nach Tubarão ausgeliehen. Von Oktober 2013 bis November 2013 erfolgte eine Ausleihe an den Guarani FC. Im Januar 2014 ging er nach Europa, wo er in Österreich einen Vertrag bei Union Vöcklamarkt unterschrieb. Mit dem Verein aus Vöcklamarkt spielte er 28-mal in der Regionalliga. Im Januar 2015 kehrte er nach Brasilien zurück. Hier schloss er sich dem CA Metropolitano aus Blumenau an. Nur einen Monat später wechselte er auf Leihbasis zu Zweigen Kanazawa nach Japan. Mit dem Verein aus Kanazawa spielte er 21-mal in der zweiten Liga, der J2 League. Die Saison 2016 spielte er ebenfalls auf Leihbasis beim japanischen Drittligisten Tochigi SC. Mit dem Verein aus Utsunomiya feierte er am Ende der Saison die Vizemeisterschaft. Nach Vertragsende bei Metropolitano ging er im Januar 2018 wieder nach Europa, wo er einen Vertrag bei den Erstligisten Naxxar Lions auf Malta unterschrieb. Für die Lions bestritt er vier Spiele in der ersten Liga. Im Juli 2018 ging er nach Hongkong. Hier stand er bis Mitte 2019 beim Erstligisten Yuen Long FC unter Vertrag. Für Yuen Long stand er 17-mal in der ersten Liga auf dem Spielfeld. Im Juli 2019 nahm ihn der Ligakonkurrent Eastern AA unter Vertrag. Bis Jahresende bestritt er acht Erstligaspiele. Das erste Halbjahr 2020 wurde er an den ebenfalls in der ersten Liga spielenden Hong Kong Pegasus FC ausgeliehen. Hier kam er jedoch nur zu einem Einsatz. Von Juli 2020 bis Oktober 2020 war er vertrags- und vereinslos. Von November 2020 bis Januar 2022 spielte er für die brasilianischen Vereine Guarany SC und Central SC. Asswehly SC, ein Verein aus Libyen, nahm ihn von Ende Januar 2022 bis Juli 2022 unter Vertrag. Am 17. Juli 2022 unterschrieb er in Thailand einen Vertrag beim Zweitligaaufsteiger Krabi FC. Für den Verein aus Krabi kam er lediglich in zwei Spielen des Pokals zum Einsatz, da er für die zweite Liga keine Spielberechtigung hatte. Im Januar 2023 ging er nach Hongkong. Hier unterschrieb er einen Vertrag beim Erstligisten Southern District FC. Für den Verein bestritt er elf Erstligaspiele. Der Tainan City FC, ein Erstligist aus Taiwan, nahm ihn Mitte August 2023 unter Vertrag. Dort beendete er auch nach einem halben Jahr im Februar 2024 seine aktive Karriere.